# Aduana Stars FC
Aduana Stars Football Club w skrócie Aduana Stars FC – ghański klub piłkarski grający w ghańskiej pierwszej lidze, mający siedzibę w mieście Dormaa Ahenkro.

## Sukcesy
- Premier League[1]:
  - mistrzostwo (2): 2010, 2017.

## Występy w afrykańskich pucharach
| Sezon | Rozgrywki           | Runda              | Kraj                          | Klub             | Dom | Wyjazd | Dwumecz |
| ----- | ------------------- | ------------------ | ----------------------------- | ---------------- | --- | ------ | ------- |
| 2011  | Liga Mistrzów       | wstępna            | Maroko                        | Wydad Casablanca | 1–0 | 0–3    | 1–3     |
| 2018  | Liga Mistrzów       | wstępna            | Libia                         | Al-Tahaddy SC    | 3–0 | 1–0    | 4–0     |
| 2018  | Liga Mistrzów       | 1                  | Algieria                      | ES Sétif         | 1–0 | 0–4    | 1–4     |
| 2018  | Puchar Konfederacji | play-off           | Madagaskar                    | Fosa Juniors FC  | 6–1 | 1–2    | 7–3     |
| 2018  | Puchar Konfederacji | gr. A (4. miejsce) | Maroko                        | Raja Casablanca  | 3–3 | 0–6    | 3–9     |
| 2018  | Puchar Konfederacji | gr. A (4. miejsce) | Demokratyczna Republika Konga | AS Vita Club     | 2–1 | 0–2    | 2–3     |
| 2018  | Puchar Konfederacji | gr. A (4. miejsce) | Wybrzeże Kości Słoniowej      | ASEC Mimosas     | 0–2 | 0–1    | 0–3     |

## Stadion
Domowe mecze klub rozgrywa na stadionie o nazwie Agyeman Badu Stadium w Dormaa Ahenkro. Stadion może pomieścić 5000 widzów.

## Reprezentanci kraju grający w klubie od 2009 roku
Stan na sierpień 2023.
| - Steven Adams - Joseph Addo - Emmanuel Ansong - Nathaniel Asamoah - Emmanuel Osei Baffour - Bernard Dong Bortey - Daniel Darkwah - Emmanuel Gyamfi - Hans Kwofie | - Yakubu Mohammed - Richard Mpong - Zakaria Mumuni - Stephen Owusu - Godfred Saka - Derrick Sasraku - Joshua Tijani - Mohammed Yahaya - Boubacar Haïnikoye |